# David Lowell Rich
David Lowell Rich (New York, 31 agosto 1920 – Raleigh, 21 ottobre 2001) è stato un regista statunitense.

## Biografia
Nel 1978 ha vinto il Primetime Emmy Awards nella categoria "Miglior regia per un film, miniserie o speciale drammatico".

## Filmografia parziale

### Cinema
- Senior Prom (1958)
- Have Rocket - Will Travel (1959)
- Madame X (1966)
- I dominatori della prateria (The Plainsman) (1966)
- Jim l'irresistibile detective (A Lovely Way to Die) (1968)
- Il terrore negli occhi del gatto (Eye of the Cat) (1969)
- Jeff Bolt l'uragano di Macao (That Man Bolt) (1973)
- Airport '80 (The Concorde ... Airport '79) (1979)

### Televisione
- Il tenente Ballinger (M Squad) (1958-1959)
- Black Saddle (1959-1960)
- June Allyson ShoW (The DuPont Show with June Allyson) - serie TV (1959-1960)
- I racconti del West (1959-1961)
- La città in controluce (1961-1962)
- Route 66 (1961-1963)
- Orrore a 12000 metri (1973) - film tv
- Piccole donne (1978)
- Cielo senza limiti (1984)
- Fuga disperata (1986)
- L'imputato è colpevole (1986)